# Lliga alemanya de futbol 2010-11
La Fußball-Bundesliga 2010-11 va ser la 48a edició de la Lliga alemanya de futbol, la competició futbolística més important del país.

## Classificació
- Font: www.resultados-futbol.com/bundesliga2011'

## Play-off de descens
| Equip de la 1. Bundesliga | Resultat global | Equip de la 2. Bundesliga | Resultat anada | Resultat tornada |
| ------------------------- | --------------- | ------------------------- | -------------- | ---------------- |
| Borussia Mönchengladbach  | 2:1             | VfL Bochum                | 1:0            | 1:1              |